# Kalkzwavel
Kalkzwavel of calciumpolysulfide is een anorganische verbinding van calcium en zwavel. De stof komt voor als lichtgele, naar rotte eieren ruikende kristallen. 

## Synthese
Kalkzwavel wordt bereid door inwerking van calciumhydroxide op zwavel, waarbij ook calciumthiosulfaat vrijkomt:
{\displaystyle \mathrm {3\ Ca(OH)_{2}\ +\ (2x+2)\ S\ \longrightarrow \ 2\ CaS_{x}\ +\ CaS_{2}O_{3}\ +\ 3\ H_{2}O} }

## Toepassingen
Kalkzwavel wordt toegepast als fungicide in de (biologische) landbouw. Het wordt onder andere ingezet bij de bestrijding en preventie van appelschurft en perenschurft. Handelsnamen van de stof zijn onder andere Neviken, Orthorix, Sulforix, Sulka en Tiosol.